# بيريوزوفكا (كراسنوجارسك)
بيريوزوفكا (بالروسية: Берёзовка) هي مدينة في مقاطعة كراسنويارسك كراي في روسيا.
يبلغ عدد سكانها حوالي 20870 نسمة.